# Riccia bischoffii
Riccia bischoffii là một loài rêu trong họ Ricciaceae. Loài này được Huebener mô tả khoa học đầu tiên năm 1834.
Danh pháp khoa học của loài này chưa được làm sáng tỏ. 